# Valentinas Mačiulis (Politiker)
Valentinas Mačiulis (*  16. Februar 1945 in Zarasai) ist ein litauischer Politiker.

## Leben
1965 absolvierte er das Panevėžio hidromelioracijos technikumas als Techniker-Mechaniker.
Von 1965 bis 1967 leistete er den Sowjetarmeedienst. Von 1967 bis 1977 arbeitete er in Klaipėda, von 1977 bis 1979 in Šilalė, von 1979 bis 1984 bei Lietuvos komunistų partija (LKP), von 1986 bis 1988 als Leiter beim Agrochemie-Verband.
Von 1990 bis 1995 war er Deputat im Rat der Rajongemeinde Šilalė. Von 1992 bis 1996 war er Mitglied im Seimas. Ab 1997 arbeitete er in der Seimas-Kanzlei.
Ab 1990 war er Mitglied der Lietuvos demokratinė darbo partija.